# Südliche Beißschrecke
Die Südliche Beißschrecke (Platycleis affinis) ist eine Langfühlerschrecke aus der Familie der Singschrecken innerhalb der Überfamilie der Laubheuschrecken. In ihre Gattung werden einige ausgesprochen ähnliche Arten eingeordnet. Bislang werden zwei Unterarten unterschieden.

## Merkmale
Die Südliche Beißschrecke ähnelt der Westlichen- und der (wegen der Systematik der Gattung Platycleis umstrittenen) Grauen Beißschrecke sehr. Sichere Unterscheidungsmerkmale sind beim Männchen der Bau der Genitalorgane, beim Weibchen ein Höcker vor der Subgenitalplatte auf der 7. Bauchplatte und der schmälere, nicht so stark gebogene, rötlichbraune Legebohrer. Außerdem ist die Schrecke mit einer Körperlänge von 20 bis 28 Millimetern etwas größer als die genannten Arten. Die Grundfarbe ist gelbbraun, oft mit rötlicher Tönung, vor allem auf den Flügeln und den kräftigen, an den Unterschenkeln mit kleinen Stacheln bewehrten Beinen. Der gesamte Körper ist von einer schwachen, verschwommenen dunklen Musterung überzogen. Die Schenkel des letzten Beinpaars tragen einen schwarzen Längsstrich, die Schenkelinnenseiten sind beige und rötlich getönt. Der Hinterrand der Halsschildseitenlappen ist hell beige gefärbt. Die Oberseite von Kopf und Halsschild ist einfarbiger als der restliche Körper. Die Unterseite des Hinterleibs ist beige und weist keine Musterung auf. Die Südliche Beißschrecke besitzt dunkle, körperlange Fühler und graubraune Flügel, die beim Weibchen über den Legebohrer hinausragen. Sie tragen mehrere kurze, dünne und parallele Schrägstriche. Die Facettenaugen sind hellbraun mit dünner, dunkler Musterung und einem dunkelbraunen Punkt in der Mitte.
Forscher der englischen Universität Derby haben zudem herausgefunden, dass die Südliche Beißschrecke das Tier mit den verhältnismäßig größten Hoden ist. Sie machen 14 % des gesamten Körpergewichts aus.

## Lebensweise und Verbreitung
Die Südliche Beißschrecke ist häufig auf Grashalmen und in niedriger Vegetation zu finden und bewohnt Wiesen, Felder und trockenes, steppenartiges Ödland. In Mitteleuropa ist sie nur in Niederösterreich und am Neusiedler See verbreitet und kommt dort oft zusammen mit der Grauen Beißschrecke vor. Sie fehlt sowohl in Deutschland als auch in der Schweiz. Außerhalb Mitteleuropas gibt es sie im Mittelmeerraum. Dort kommt sie in Spanien, Südfrankreich, in Griechenland und auf umliegenden Inseln in der Ägäis und im Ionischen Meer, in der Türkei und in Palästina vor. Die Imagines erscheinen von Juli bis September.

## Systematik
Es werden bislang zwei Unterarten unterschieden:
- P. a. affinis – Fieber, 1853 – kommt im westlichen Mittelmeerraum und in Palästina vor
- P. a. fabriciana – Ander, 1948 – kommt nur in Griechenland und auf umliegenden Inseln vor

Ein Synonym der Unterart affinis ist P. a. boscae.